# Joseph Darnand
Aimé-Joseph Darnand fou un militar i polític francès (Coligny 1897 - Châtillon-sur-Seine 1945). Heroi militar durant la Primera i la Segona Guerra Mundial. Militant de l'extrema dreta, va col·laborar amb el règim de Vichy i va jurar fidelitat a Hitler. Va ser jutjat i condemnat a mort el 1945.

## Joventut
Va néixer el 19 de març de 1897 a Coligny (l'Ain) en una família modesta, catòlica i tradicionalista. Tenia tres germans. El seu pare era empleat dels ferrocarrils, i la seva mare era mestressa de casa.
Va estudiar a les escoles St. Louise de Bourg i Lamartine de Bellay. Va fer d'aprenent de forner a l'asil psiquiàtric de Bourg i als 16 anys va entrar d'aprenent en un taller d'ebenisteria a Bourg.

## Primera Guerra Mundial
El 8 de gener de 1916 es va incorporar al 35è Regiment d'Infanteria. L'abril de 1917 va ser nomenat caporal i més tard sergent. Va ser voluntari en múltiples accions i va actuar com un soldat exemplar. El 30 de novembre de 1917 va rebre la primera menció. Més tard rebé també la Medalla Militar, que li va entregar el General Petain en persona, i la Creu de guerra belga. Per la seva actuació durant el juliol de 1918 va ser condecorat amb la Legió d'honor, a mans del President Raymond Poincaré. Acabada la guerra va seguir a l'exèrcit fins al 26 de juliol de 1921.

## Període d'entre guerres
Un cop abandonada la vida militar se'n va anar a Bourg, on treballà com a cap de manteniment a la fàbrica de mobles Descher. El 25 de febrer de 1922 es va casar amb la neboda del senyor Descher (Antoinette Foucachon), amb qui tingué dos fills. El matrimoni es va traslladar a Maillat, on va treballar en una explotació forestal i el 1923 se'n van anar a Lió, on va fer de venedor i decorador a la fàbrica de mobles Chalessyn. El 1925 se'n va anar cap a Niça, on s'incorporà a diverses organitzacions nacionalistes com Acció Francesa (1925), Creu de Foc (1928) i especialment, "la Cagoule". l
Allà començà la seva carrera empresarial amb una empresa de transports i mudances. Entre 1929 i 1936 va ser director de l'empresa d'autobusos Societé des Autobus du Litoral.
El 1936 fou militant del Partit Popular Francès (PPF) de Jacques Doriot i cap de la zona sud-est de la Cagoule.
El 1938 el van detenir i empresonar per les seves activitats a la Cagoule, concretament pel tràfic d'armes entre França i Itàlia. El van alliberar gràcies al seu passat gloriós com a soldat de la Gran Guerra.

## Segona Guerra mundial
En declarar-se la guerra es va allistar com a voluntari i ben aviat va destacar per les seves actuacions. Va ser nomenat "el primer soldat de França" i el 15 de febrer de 1940 el van fer Oficial de la Legió d'Honor.
La revista Match (posteriorment Paris Match) li va dedicar la portada el 21 de març de 1940.
El 19 de juny de 1940 el van fer presoner a Sologne, però a l'agost va aconseguir escapar del camp de Pithiviers i tornà a Niça.

## Darnand col·laboracionista amb els alemanys
Malgrat que va entendre els criteris de De Gaulle, Darnand va preferir seguir a Petain. Una visita a la Polònia ocupada el va acabar de convèncer que la salut de França passava per Alemanya, que era necessari destruir el bolxevisme i que en cap cas França no podia acabar com Polònia. Gràcies als seus companys d'extrema dreta es va incorporar a la Legió Francesa del govern de Vichy. Allà va posar-se a les ordres de Petain i va obtenir el comandament de la Legió a la zona dels Alps Marítims.
A principis de 1941 inicia el seu col·laboracionisme, actiu i entusiasmat per la invasió a Rússia per part dels alemanys. El mes d'agost va crear el SOL (Servei d'Ordre Legionari) amb la intenció d'agrupar els més joves i els més motivats per a la defensa de la "Revolució Nacional" de Petain. El SOL va arribar a reunir més de 20.000 membres els quals eren una barreja d'anti-alemanys, anti-Gaullistes i anticomunistes.

El 30 de gener de 1943, la creació de la "Milice" substitueix al SOL sota la presidència de Laval i la gestió de Darnand com a secretari general. La Milice actua contra els maquis, la Resistència, els jueus i els contraris al STO (Servei de Treball Obligatori) amb actuacions de gran brutalitat, les quals el mateix Petain va criticar a l'agost de 1944. El 8 d'agost Darnand pren jurament de fidelitat a Hitler, a l'ambaixada d'alemanya a París, i rep el grau de Sturmführer (lloctinent) de la Waffen-SS.

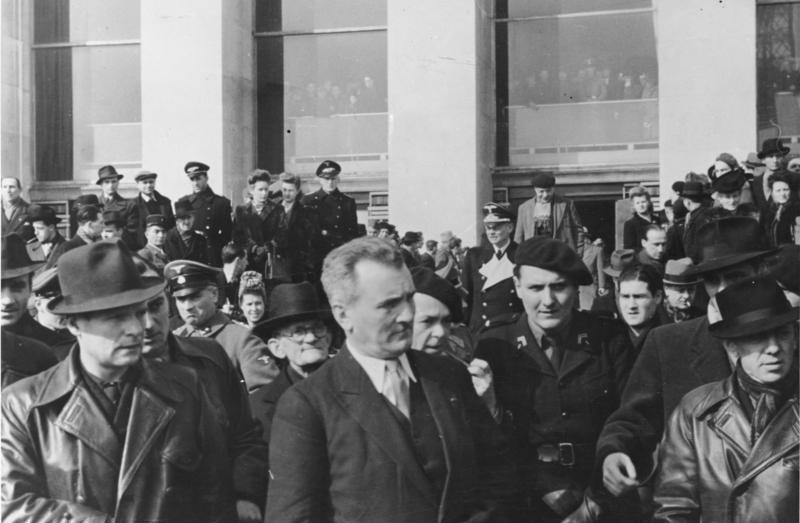
Darnand 1944

En l'àmbit polític, el 13 de juny de 1944 va ser nomenat Secretari d'Estat d'Interior del govern de Vichy.

## Jutjat i condemnat
Refugiat a Alemanya l'agost de 1944 i a Itàlia després, el 25 de juny de 1945 va ser arrestat a la Toscana per agents anglesos, qui l'extradiren a França i empresonaren a Fresnes. Malgrat el seu passat com a militar gloriós, va ser condemnat a mort i afusellat al fort de Châtillon el 10 d'octubre de 1945, a Fontenay-aux-Roses, a l'actual departament de Hauts-de-Seine.
El van enterrar al cementiri des Batignolles a París.

## Referències i notes

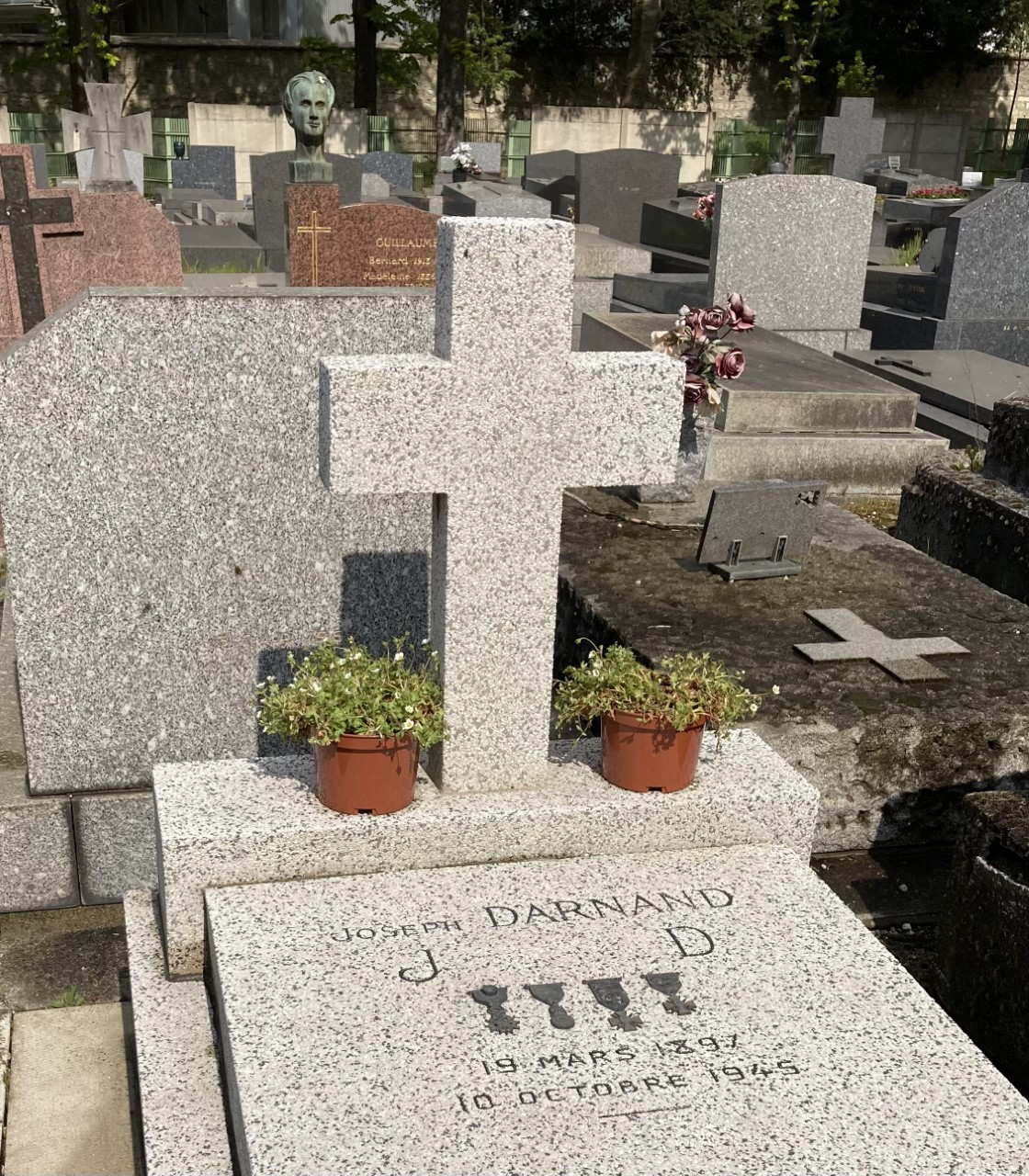
Tomba de Darnand